# Kurume Best Amenity Cup
Kurume Best Amenity Cup — женский профессиональный международный теннисный турнир, проходящий в конце весны в Куруме (Япония) на травяных кортах. С 2008 года относится к женской взрослой серии ITF с призовым фондом 50 тысяч долларов и турнирной сеткой, рассчитанной на 32 участницы в одиночном разряде и 16 пар.

## Общая информация
Кубок Куруме создан накануне сезона-2005 как часть летней региональной серии на быстрых кортах; первые три турнира имели призовой фонд в 25 тысяч долларов. В 2008 году чемпионат был переведён на май, дополнив другой — более статусный отрезок календаря, ранее уже представленный соревнованиями в Гифу и Фукуоке.
Как и у многих подобных турниров список чемпионок приза весьма разнообразен: так 11 первых одиночных соревнований выиграли 11 разных теннисисток, а 11 первых парных — 19. Правда уже к третьему финальному розыгрышу турнира одна и та же теннисистка смогла пробиться в одиночный финал хотя бы два раза, а год спустя подобный же результат был повторён в паре. Первой чемпионкой и одиночного и парного турнира в рамках кубка стала Се Шувэй, выигравшая оба титула первого розыгрыша, а первой многократной чемпионкой соревнования в одном разряде стала Сунь Шэннань, выигравшая в 2009-10 годах два парных турнирах,

## Финалы разных лет
| Год  | Чемпионка         | Финалистка        | Счёт            |
| ---- | ----------------- | ----------------- | --------------- |
| 2015 | Нао Хибино        | Эри Ходзуми       | 6-3 6-1         |
| 2014 | Ван Цян           | Эри Ходзуми       | 6-3 6-1         |
| 2013 | Унс Джабир        | Ан-Софи Местах    | 6-0 6-2         |
| 2012 | Чжэн Сайсай       | Моника Адамчак    | 7-5 6-2         |
| 2011 | Рика Фудзивара    | Моника Адамчак    | 6-3 6-1         |
| 2010 | Кристина Плишкова | Каролина Плишкова | 5-7 6-2 6-0     |
| 2009 | Ксения Лыкина     | Елена Чалова      | 7-5 6-3         |
| 2008 | Чжан Кайчжэнь     | Александра Панова | 7-5 6-3         |
| 2007 | Аюми Морита       | Эрика Такао       | 6-1 3-1 — отказ |
| 2006 | Чжань Юнжань      | Чжуан Цзяжун      | 5-7 6-4 6-2     |
| 2005 | Се Шувэй          | Эрика Такао       | 6-2 6-3         |

| Год  | Чемпионки                        | Финалистки                          | Счёт           |
| ---- | -------------------------------- | ----------------------------------- | -------------- |
| 2015 | Макото Ниномия Рико Саваянаги    | Эри Ходзуми Дзюнри Намигата         | 7-6(10) 6-3    |
| 2014 | Ярмила Гайдошова Арина Родионова | Дзюнри Намигата Акико Ёнэмура       | 6-4 6-2        |
| 2013 | Канаэ Хисами Мари Танака         | Рика Фудзивара Акико Омаэ           | 6-4 7-6(2)     |
| 2012 | Хань Синьюнь Сунь Шэннань (3)    | Ксения Лыкина Мелани Саут           | 6-1 6-0        |
| 2011 | Аюми Ока (2) Акико Ёнэмура       | Рика Фудзивара Тамарин Танасугарн   | 6-3 5-7 [10-8] |
| 2010 | Сунь Шэннань (2) Сюй Ифань       | Каролина Плишкова Кристина Плишкова | 6-0 6-3        |
| 2009 | Лу Цзинцзин Сунь Шэннань         | Чжан Кайчжэнь Аяка Маэкава          | 6-3 6-2        |
| 2008 | Чжан Кайчжэнь Хуан Исюань        | Эрика Сэма Юрика Сэма               | 6-3 2-6 [10-6] |
| 2007 | Аюми Ока Томоко Сугано           | Лю Ваньтин Сунь Шаньшань            | 6-4 6-1        |
| 2006 | Чжань Юнжань Чжуан Цзяжун        | Сэйко Окамото Аями Такасэ           | 6-0 6-2        |
| 2005 | Чжань Цзиньвэй Се Шувэй          | Аюми Морита Эрика Сэма              | 6-4 6-3        |